# Drepanulatrix fumosa
Drepanulatrix fumosa är en fjärilsart som beskrevs av George Duryea Hulst 1896. Drepanulatrix fumosa ingår i släktet Drepanulatrix och familjen mätare. Inga underarter finns listade i Catalogue of Life.